# Ngô Đình Lệ Quyên
Lệ Quyên Ngô Đình (Saigon, 26 luglio 1959 – Roma, 16 aprile 2012) è stata una funzionaria e giurista vietnamita naturalizzata italiana.

## Biografia
Ultima dei quattro figli di Trần Lệ Xuân, nota come Madame Nhu, e di Ngô Đình Nhu, fratello e consigliere del presidente del Vietnam del Sud Ngô Đình Diệm, all'età di quattro anni, in seguito al colpo di Stato del 1º e 2 novembre 1963 nel quale il padre e lo zio vennero assassinati, dovette lasciare il paese. Arrivò a Roma, accompagnata dai soli due fratelli, dato che in quei giorni la madre e la sorella stavano compiendo un viaggio diplomatico negli Stati Uniti d'America per conto del governo vietnamita.
Si trasferì poi a Parigi con la famiglia, dove visse per due anni prima del ritorno a Roma. Lì frequentò dalle elementari alle superiori l'Istituto cattolico della suore di Nevers. Nel 1978 conseguì la maturità al liceo classico con il massimo dei voti. Successivamente si laureò in legge presso l'università La Sapienza di Roma con una tesi su Il problema del Việt-Nam nella conferenza di Ginevra (1954). Nel frattempo frequentò il corso biennale di Teologia Mariana alla pontificia Università "Marianum" di Roma.
Nel 1969 fu tra i primi stranieri a ricevere lo status di rifugiato politico in Italia. Rimase rifugiata politica per 39 anni, fino al 24 aprile 2008, quando il Presidente della Repubblica Giorgio Napolitano le conferì la cittadinanza italiana "in presenza di eccezionale interesse per lo Stato".

### Carriera professionale
Nel 1989 incominciò l'attività di ricerca nel campo di diritti umani, asilo e migrazioni, legislazione comunitaria e internazionale, prima presso l'Istituto di Diritto Pubblico della Facoltà di Economia dei Trasporti e del Commercio Internazionale dell'Università Navale di Napoli e poi presso il Dipartimento di Teoria dello Stato della Facoltà di Scienze Politiche dell'Università La Sapienza di Roma, sotto la guida della professoressa di Diritto Internazionale Maria Rita Saulle. Alla Sapienza dal 2001 al 2012 diresse corsi di specializzazione professionale e tenne lezioni all'interno del master in Tutela internazionale dei diritti umani.
Nel novembre 1992, grazie alla presentazione di don Luigi Di Liegro e della professoressa Saulle cominciò l'attività di coordinatrice del Centro d'Ascolto per Immigrati della Caritas diocesana di Roma, uno dei maggiori osservatori della immigrazione operante in Italia nel settore del volontariato. Nel dicembre 1996 divenne responsabile dell'Area Immigrati della stessa Caritas di Roma e coordinatrice dei servizi destinati agli stranieri (centri ascolto, centri di accoglienza per donne, uomini, famiglie e asili nido). Nel 2000 fu membro del Comitato Ecclesiale italiano per la remissione del debito internazionale dei Paesi poveri, e nello stesso anno divenne membro effettivo della Consulta per i problemi degli stranieri immigrati e delle loro famiglie. Lavorò inoltre a molti progetti in collaborazione con il CIR (Consiglio Italiano Rifugiati) sul tema dei rifugiati di fatto.
Nel 2006-2007 fu membro della commissione ministeriale sui centri di permanenza temporanea (CPT), creata dal ministro degli interni Giuliano Amato e presieduta dall'ambasciatore Staffan de Mistura. Nel giugno 2009 venne eletta presidente della sezione italiana dell'Associazione per lo studio del problema mondiale dei rifugiati (AWR), mentre nel 2010 divenne vicepresidente internazionale della stessa organizzazione.

### Morte
Il 16 aprile 2012 morì a Roma in un incidente stradale. In ricordo del suo operato, la Caritas diocesana di Roma ha istituito borse di studio finalizzate a promuovere gli studi universitari di I e II livello per studenti rifugiati e titolari di protezione internazionale.
Il 10 dicembre 2012 l'AWR, in collaborazione con l'Istituto di Studi Politici "San Pio V" e la Libera Università degli Studi per l'Innovazione e le Organizzazioni (LUISPO), ha organizzato il convegno "I minori stranieri in Italia" dedicato alla memoria della professoressa Maria Rita Saulle e di Ngô Đình Lệ Quyên.

## Pubblicazioni
- I rifugiati "de facto" e l'art. 3 della Convenzione europea per la salvaguardia dei diritti dell'uomo e delle libertà fondamentali. Affari sociali internazionali, anno 21, n. 2, 1993, pp. 189–196.
- L'immigrazione a Roma. L'esperienza della Caritas - Migrazioni. Scenari per il XXI secolo. Convegno Internazionale, Roma 12-14 luglio 2000 - Agenzia romana per la preparazione del Giubileo, Roma 2000.
- Il buio oltre lo sbarco, l'Italia che non dà asilo (con Elena Marioni). IC Italia Caritas, anno XXXVII, settembre 2004, numero 7, pp. 8–12.
- Il sistema attuale di protezione internazionale: Austria, Francia, Regno Unito, Spagna (curatrice con Luigino Manca). Napoli, Edizioni Scientifiche Italiane, 2010.
- Social Conditions and Benefits for Refugees and Persons Eligible for Subsidiary Protection in Italy (con Anna Galdo). 2010 AWR Bulletin: Vierteljahresschrift für Flüchtlingsfragen, vol. 48, n. 4, pp. 272–281,
- La République du Việt-Nam et les Ngô Đình (con Ngô Đình Quynh e Jaqueline Willemetz), Éditions L'Harmattan, Parigi, 2013.
- Au bout de la nuit - Perdere tutto senza perdersi, Roma, 2014
- I minori stranieri in Italia. Atti del convegno in memoria di Maria Rita Saulle e Lệ Quyên Ngô Đình (a cura di Raffaele Cadin, Luigino Manca e Vincenzo Roberto Pellegrini). Aracne Editrice, dicembre 2014.